# Michèle Montas
Michèle Montas, née en 1946 à Port-au-Prince (Haïti), est une journaliste et ancienne porte-parole de Ban Ki-moon, secrétaire général des Nations unies du 1er janvier 2007 à novembre 2009.

## Biographie
Née dans une famille aisée de trois enfants, elle doit avec sa famille s'exiler jeune, aux États-Unis, à la suite de l'assassinat ordonné par le président François Duvalier de membres de sa famille. Elle fait des études à l'université du Maine puis obtient en plein mouvement étudiant de 1968-69, un Master degree de journalisme de l'université Columbia de New York. En 1970 elle revient en Haïti, et commence alors sa carrière professionnelle.

### Journaliste à Haïti
Michèle Montas a commencé sa carrière de journaliste au début des années 1970 à Radio Haïti-Inter où elle rencontre son futur époux, Jean Dominique, journaliste de premier plan très critique envers le gouvernement. Elle y est présentatrice du journal de 7 heures. La liberté de ton de Jean Dominique à l'antenne conduit le couple à s'exiler brièvement à deux reprises. Une première fois fin 1980, alors que Jean-Claude Duvalier est président d'Haïti, ils doivent s'exiler à New York, où Michèle Montas travaillera pour la radio de l'ONU. Avec la chute de Baby Doc, en 1986, Jean Dominique et Michèle Montas font un retour triomphal à Haïti, où ils rouvrent Radio Haïti-Inter, et prennent fait et cause dans un premier temps pour Jean-Bertrand Aristide, qui sera élu président en décembre 1990. Avec le coup d'État de 1991 mené par le général Raoul Cédras, vient le second exil. Avec le départ de Cédras sous la pression de l'administration Clinton, et le retour d'Aristide en 1994, Jean Dominique et Michèle Montas reviennent à Haïti. Ils reprennent leur radio, critiquant alors sans complaisance les dérives du parti Lavalas de Jean-Bertrand Aristide. En représailles, Jean Dominique est assassiné le 3 avril 2000 par des inconnus. Michèle Montas prend alors la direction de la radio.

### Tentative d'assassinat
Le 25 décembre 2002 à 17 h 30, deux inconnus armés menacent les deux vigiles protégeant la maison de Michèle Montas à Pétion-Ville. L'un des gardiens ferme alors avec empressement la grille de la propriété. Le second vigile, nommé Maxime Séide, resté de l'autre côté de la grille, est grièvement blessé par les attaquants et décède peu après. Les inconnus prennent la fuite.

### Porte-parole à l'ONU
À la suite de cette tentative d'assassinat, Michèle Montas rejoint alors le siège des Nations unies à New York, où elle devient porte-parole de Julian Robert Hunte, président de l'Assemblée générale des Nations unies. Elle a également été rédactrice en chef de l'unité francophone de la radio de l'ONU.
Le 31 mars 2003, Michèle Montas critique dans les colonnes du New York Times le rapport de Bernard Saint-Vil, juge chargé de l'enquête sur l'assassinat de Jean Dominique. Elle critique notamment la décision du juge de cesser ses poursuites contre le sénateur haïtien Dany Toussaint. Ce dernier avait été mis en cause par le juge Claudy Gassant, dont le mandat de juge avait pris fin le 4 avril 2001 mais la levée de l'immunité du politicien avait été écartée par le Sénat haïtien.
Le 1er janvier 2007, Ban Ki-moon prend ses fonctions de Secrétaire général de l'ONU et Michèle Montas devient sa porte-parole. Elle remplace à ce poste Stéphane Dujarric, porte-parole de Kofi Annan depuis juin 2005. Elle quitte ce poste pour partir en retraite en novembre 2009.

## Récompenses
- Prix Reporters sans frontières - Fondation de France, 2002